# Ministerio de Sanidad (España)
El Ministerio de Sanidad (MISAN) de España es el departamento de la Administración General del Estado que asume la propuesta y ejecución de la política del Gobierno de la Nación en materia de salud, de planificación y asistencia sanitaria, así como el ejercicio de las competencias de la Administración del Estado para asegurar a la ciudadanía el derecho a la protección de la salud.
Durante la mayor parte de la historia de este país, las competencias sanitarias estuvieron en el Ministerio del Interior. A finales de 1936 se crea por primera vez el Ministerio de Sanidad, que a los pocos días pasó a denominarse Ministerio de Sanidad y Asistencia Social y su primer titular fue Federica Montseny. Este departamento apenas duró unos meses y no se recuperó un Ministerio propio para estas competencias hasta la transición democrática, en 1977; desde entonces, no ha desaparecido.
En España, la sanidad pública es una competencia descentralizada y cuya gestión corresponde a las comunidades autónomas. Esto hace que el Sistema Nacional de Salud se componga de 18 servicios sanitarios, uno por cada comunidad autónoma, más el Instituto Nacional de Gestión Sanitaria (INGESA), que presta servicios sanitarios a las ciudades autónomas de Ceuta y Melilla.
De acuerdo con el Informe Anual del Sistema Nacional de Salud 2023, el gasto total del sistema sanitario español en el año 2021 ascendió a los 131 984 millones de euros (94 694 millones correspondientes al sector público y 37 289 millones al sector privado). Esto supuso 2789 euros per cápita y un gasto del 10,94 % del producto interior bruto (PIB) nacional. Asimismo, el sistema de salud español contaba en 2022 con 751 hospitales (449 públicos), 3042 centros de salud, 9998 consultorios de atención primaria y 155 077 camas hospitalarias (140 551 en funcionamiento; 114 671 de ellas en centros públicos).
En cuanto a los recursos humanos, el sector sanitario a fecha de 2022 contaba con 868 758 profesionales. De ellos, 205 366 eran profesionales de la medicina, 293 600 profesionales de la enfermería y 369 792 otro tipo de profesionales del ámbito de la salud. Por último, cabe destacar que durante el curso 2021-2022 se graduaron 6326 estudiantes de medicina y 11 166 estudiantes de enfermería.

## Historia

### Antecedentes
Entre el siglo XVIII y el siglo XIX, España empezó a desarrollar instituciones propias destinadas a la salud pública. La primera de estas instituciones fue la Junta Suprema de Sanidad del Reino. Esta Junta, creada en 1720 por el rey Felipe V, tuvo como objetivo liberar de trabajo al Consejo de Castilla y conseguir así un órgano que con inmediatez pudiera dar soluciones al problema de la peste, que por aquellos tiempos había venido vía marítima desde Marsella. Este organismo, además de debatir sobre medidas sanitarias y asesorar al monarca, se dedicó a racionalizar y sistematizar la dispersa legislación sanitaria de la época.
En 1847, el entonces ministro de la Gobernación del Reino, Manuel de Seijas Lozano, impulsó una reforma total del marco institucional sanitario, lo que supuso la supresión de la Junta Suprema de Sanidad y su sustitución por dos órganos: el Consejo de Sanidad del Reino y la Dirección General de Sanidad.
Las competencias sobre salud continuaron integradas en el Departamento de la Gobernación hasta 1933, cuando la Subsecretaría de Sanidad y Beneficencia se transfirió al Ministerio de Trabajo, que adoptó la denominación de Trabajo y Sanidad.

### Origen
Finalmente, durante la presidencia del socialista Francisco Largo Caballero, el 4 de noviembre de 1936, este decidió otorgar a las competencias sanitarias un departamento propio, llamado Ministerio de Sanidad. Como el Ministerio también había asumido competencias sobre los servicios de asistencia social, dos semanas después lo renombró como Ministerio de Sanidad y Asistencia Social. Su primera y única titular fue Federica Montseny, convirtiéndose así en la primera mujer en España en ocupar una cartera ministerial.
Su labor en el gobierno se vio limitada por la escasa duración de su mandato como ministra de Sanidad y Asistencia Social del gobierno de Francisco Largo Caballero que no llegó a alcanzar un semestre (noviembre de 1936 - mediados de mayo de 1937).  En ese periodo planeó lugares de acogida para la infancia, comedores para embarazadas, liberatorios de prostitución, una lista de profesiones a ejercer por minusválidos y el primer proyecto de Ley del aborto en España. De los lugares para la infancia, en nada parecidos a los deprimentes orfanatos existentes por entonces, solo se pudo abrir uno cerca de Valencia. Tampoco hubo tiempo de que llegase a funcionar más de uno de los comedores para embarazadas en los que se velaba por una completa alimentación.
Ninguno de sus otros proyectos llegó a ejecutarse, tampoco el del aborto, al que se opusieron otros ministros del gobierno, quedando este arrumbado tras su salida del gobierno debido a los sucesos de mayo de 1937. Tras esto, el nuevo jefe del Ejecutivo, Juan Negrín, suprimió el Departamento, pasando sus competencias a Instrucción Pública en virtud de un Decreto de 17 de mayo de 1937. Tras la guerra civil española, las competencias sanitarias regresaron al Ministerio de la Gobernación hasta 1977.

### Vuelta a Gobernación y regreso del Ministerio
Durante toda la dictadura, las competencias sanitarias se mantuvieron estructuradas tal y como había establecido por primera vez la Ley de Sanidad de 1855, con la Dirección General de Sanidad como el principal órgano impulsor de las políticas públicas sobre salud e integrado este órgano en Gobernación.
Una vez muerto el dictador, España inició la transición democrática y, durante la presidencia de Adolfo Suárez, se recuperó por Real Decreto 558/1977, de 4 de julio, el Departamento, ahora denominado Ministerio de Sanidad y Seguridad Social, que agrupaba las responsabilidades en materia de salud que hasta ese momento eran gestionadas por el Ministerio de Gobernación, así como las competencias sobre la Seguridad Social que entonces tenía el Ministerio de Trabajo.
En ese tiempo, estaba integrado por dos subsecretarías (la del Departamento y la de Salud), una Secretaría General Técnica y seis direcciones generales: Personal, Gestión y Financiación; Prestaciones; Servicios Sociales; Asistencia Sanitaria; Ordenación Farmacéutica y Salud Pública y Sanidad Veterinaria.
Años después, entre febrero y noviembre de 1981, Sanidad quedó fusionado con Trabajo. Por Real Decreto 2823/1981, de 27 de noviembre, volvía a adquirir rango ministerial; perdió las competencias en materia de Seguridad Social (excepto INSALUD) en favor de Trabajo, que también retuvo la política social; a cambio, se le adscribió el Instituto Nacional de Consumo (creado en 1975 y hasta entonces dependiente de Economía). Ya bajo los gobiernos de Felipe González, se diseñó el actual Sistema Nacional de Salud y se aprobó la Ley General de Sanidad de 1986, bajo el liderazgo de Ernest Lluch, y la Organización Nacional de Trasplantes, de la mano de Julián García Vargas.

### Época reciente
Con el triunfo del Partido Popular en las elecciones de 1996, José Manuel Romay Beccaría fue nombrado ministro de Sanidad y Consumo, cargo en el que se mantuvo durante toda la VI legislatura. Bajo su mandato se creaba, en 1997, la Agencia Española de Medicamentos y Productos Sanitarios. En el segundo gobierno de José María Aznar, dos ministras ocuparon la cartera. La primera, Celia Villalobos, tuvo que lidiar con la famosa crisis del mal de las vacas locas, mientras que la segunda, Ana Pastor, tuvo un mandato sin incidentes, destacando sus medidas contra el tabaquismo. Precisamente, la crisis de las vacas locas precipitó la creación, mediante Ley 11/2001, de la Agencia Española de Seguridad Alimentaria (denominada desde 2007 de Seguridad Alimentaria y Nutrición). Asimismo, en esta época se llevó a cabo el grueso de la descentralización de las competencias sanitarias, cuya gestión asumieron las comunidades autónomas.

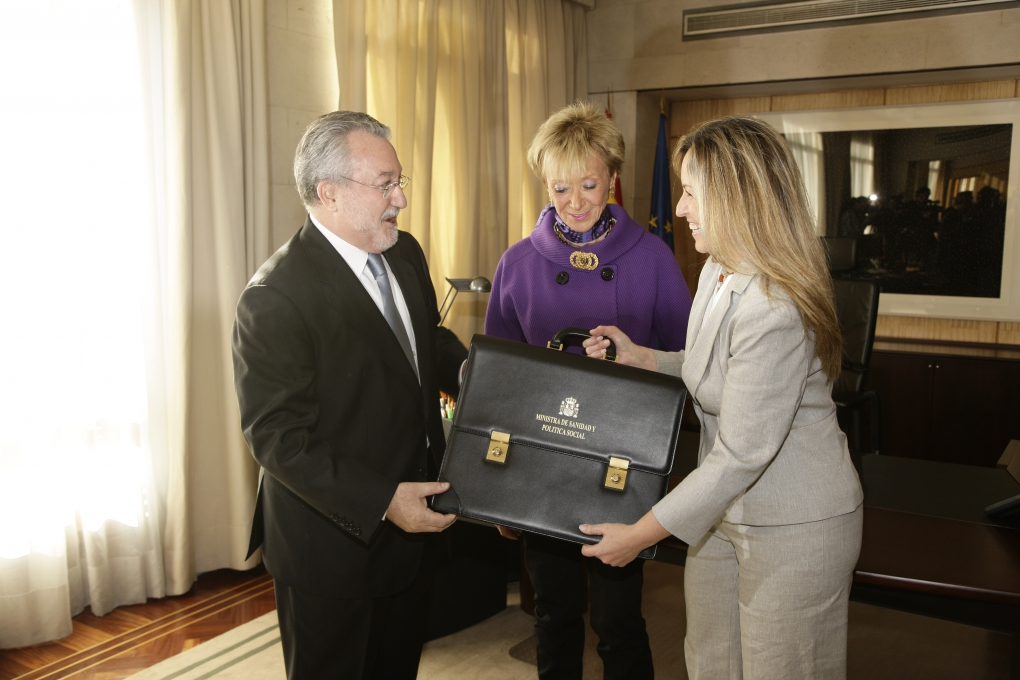
El ministro saliente, Bernat Soria, entrega la cartera de Sanidad a la ministra entrante, Trinidad Jiménez.

En 2004 se transfirió, desde el Ministerio del Interior, la estructura del Plan Nacional sobre Drogas. Un lustro después, el Departamento vio ampliadas sus competencias con la incorporación de los asuntos sociales, incluido el Instituto de Mayores y Servicios Sociales (IMSERSO). Durante el mandato de Trinidad Jiménez, tuvo que hacer frente a la pandemia causada por la gripe porcina. De nuevo, en 2010 el Ministerio aumentó sus responsabilidades al asumir las del Ministerio de Igualdad, que desaparecía, creándose la Secretaría de Estado de Igualdad dentro de Sanidad y asumiendo igualmente el Instituto de la Mujer (INMUJER) y el Instituto de la Juventud (INJUVE). El Departamento pasa a denominarse «Sanidad, Política Social e Igualdad».
Con las mismas competencias, desde finales de 2011 se denominó «Sanidad, Servicios Sociales e Igualdad». Bajo el mandato de Ana Mato, el Instituto Nacional del Consumo (INC) y la Agencia Española de Seguridad Alimentaria y Nutrición (AESAN) se fusionan dando lugar a la Agencia Española de Consumo, Seguridad Alimentaria y Nutrición. Igualmente, durante este periodo se tuvo que gestionar la repatriación de nacionales contagiados por la epidemia de ébola de 2014-2016, así como un contagio en territorio nacional.
Tras la moción de censura contra Mariano Rajoy de 2018 y la formación, por parte de Pedro Sánchez, de un nuevo ejecutivo en junio de 2018, el Ministerio pierde las competencias en materia de igualdad en favor del Ministerio de la Presidencia y pasa a denominarse «Sanidad, Consumo y Bienestar Social». Durante esta etapa socialista, se recuperó la sanidad universal para los inmigrantes sin papeles, el Observatorio de Salud de la Mujer y se revirtió la fusión de la AESAN con el INC, si bien este último no se recuperó y sus funciones las asumió la Dirección General de Consumo.

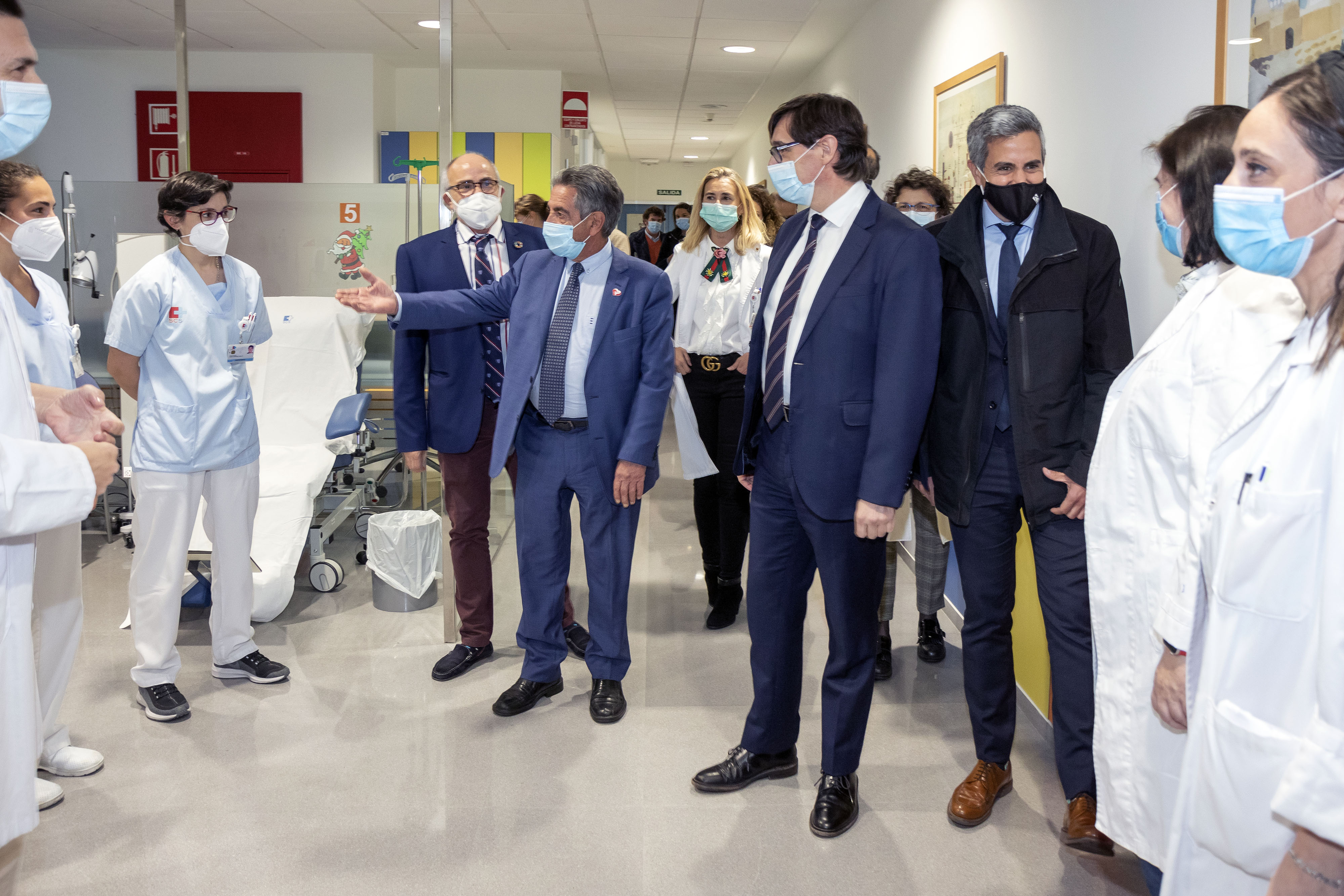
El ministro Illa visita el Hospital Universitario Marqués de Valdecilla (Santander, Cantabria) en diciembre de 2020.

Sin embargo, el Departamento sufrió una importante merma competencial en 2020 con la creación de un ministerio exclusivamente para asuntos del consumidor y la recuperación del histórico Ministerio de Asuntos Sociales, ahora llamado de Derechos Sociales. Estos dos departamentos asumieron asumieron dos tercios de sus competencias, quedándose el Ministerio únicamente con el ámbito sanitario. Al mismo tiempo, tuvo que hacer frente a la mayor crisis sanitaria de los últimos cien años, la pandemia de coronavirus, que provocó el confinamiento general de la población durante meses. A consecuencia de esto, con el ministro Salvador Illa al frente, este lideró la estrategia de vacunación, recuperó la Secretaría de Estado de Sanidad y creó una estructura orgánica orientada a mejorar el ámbito de las tecnologías dentro del sistema de salud.
Tras la dimisión del anterior a principios de 2021, la ministra Carolina Darias cogió su testigo e impulsó la creación de una Agencia Estatal de Salud Pública, con el objetivo de mejorar la prevención y gestión de futuras enfermedades. Asimismo, restituyó el derecho de mujeres solteras, lesbianas, bisexuales y transexuales a acceder a la reproducción asistida en la sanidad pública que había sido suprimido en 2014.
Tras Darias estuvo José Manuel Miñones que, tras la asunción del nuevo gobierno de Pedro Sánchez, fue sustituido en el cargo por Mónica García Gómez. Durante su breve paso por el departamento —7 meses y 24 días—, Miñones puso fin oficialmente a la pandemia de COVID-19 en la que participaron activamente sus dos predecesores e impulsó el derecho al olvido oncológico, es decir, que alguien que hubiera padecido cáncer no fuese obligado a declarar que tuvo la enfermedad a la hora de solicitar un préstamo o contratar un seguro.
García centró sus esfuerzos en la salud mental, creando a finales de 2023 el Comisionado de Salud Mental y aprobando, con el apoyo unánime de todos los partidos políticos, el Plan de Acción de Salud Mental 2025-2027.

## Estructura

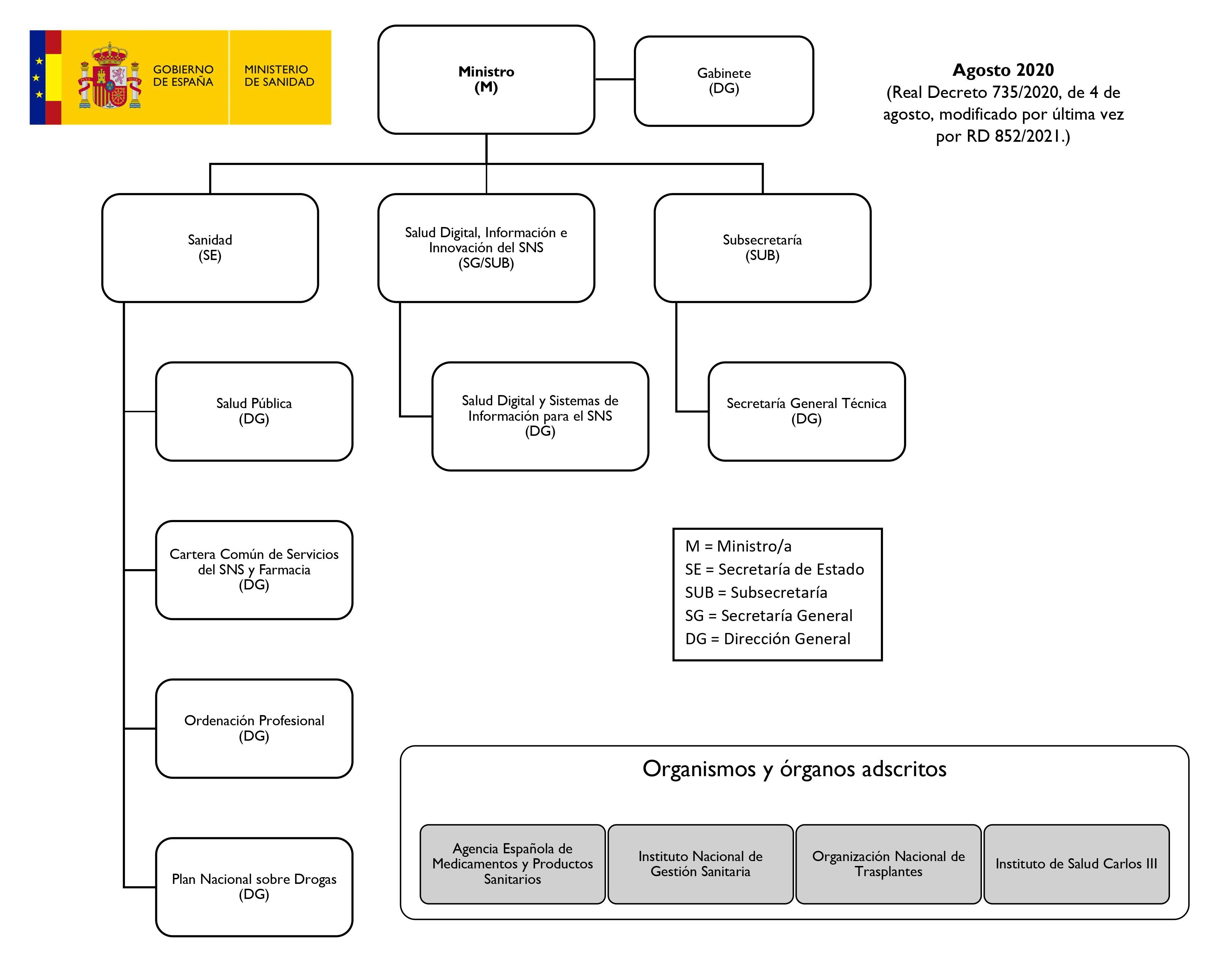
Organigrama del Ministerio (hasta dirección general). Agosto de 2020.

Actualmente, el Ministerio de Sanidad se estructura mediante los siguientes órganos (en negrita los directamente dependientes del ministro):
- La Secretaría de Estado de Sanidad.
  - La Secretaría General de Salud Digital, Información e Innovación del Sistema Nacional de Salud.
    - La Dirección General de Salud Digital y Sistemas de Información para el Sistema Nacional de Salud.

  - La Dirección General de Salud Pública y Equidad en Salud.
  - La Dirección General de Cartera Común de Servicios del Sistema Nacional de Salud y Farmacia.
  - La Dirección General de Ordenación Profesional.
  - La Delegación del Gobierno para el Plan Nacional sobre Drogas.
- La Subsecretaría de Sanidad.
  - La Secretaría General Técnica.
  - El Gabinete Técnico.
  - La Subdirección General de Recursos Humanos.
  - La Subdirección General de Gestión Económica y Oficina Presupuestaria.
  - La Subdirección General de Atención a la Ciudadanía e Inspección General de Servicios.
  - La Subdirección General de Planificación y Coordinación de Fondos Europeos.
- El Comisionado de Salud Mental, con rango de Subsecretaría.
  - La Oficina Técnica sobre Transición de Modelo en la Salud Mental, con rango de Subdirección General.

Como órgano de apoyo inmediato a la persona titular del ministerio, existe un Gabinete, con rango de dirección general.

### Adscripciones
Se adscriben al Departamento, a través de sus órganos:
- La Agencia Española de Medicamentos y Productos Sanitarios (AEMPS).
- El Instituto Nacional de Gestión Sanitaria (INGESA).
- La Organización Nacional de Trasplantes (ONT).
- El Instituto de Salud Carlos III (ISCIII); sólo depende de forma funcional.

### Asesoramiento
Para el correcto ejercicio de sus funciones, el Ministerio recibe asesoramiento de multitud de órganos colegiados. En concreto, destacan dos:
- El Consejo Asesor de Sanidad y Servicios Sociales, como órgano consultivo y de asistencia en la formulación de la política sanitaria.
- El Comité de las profesiones del sector sanitario y social.

## Sede

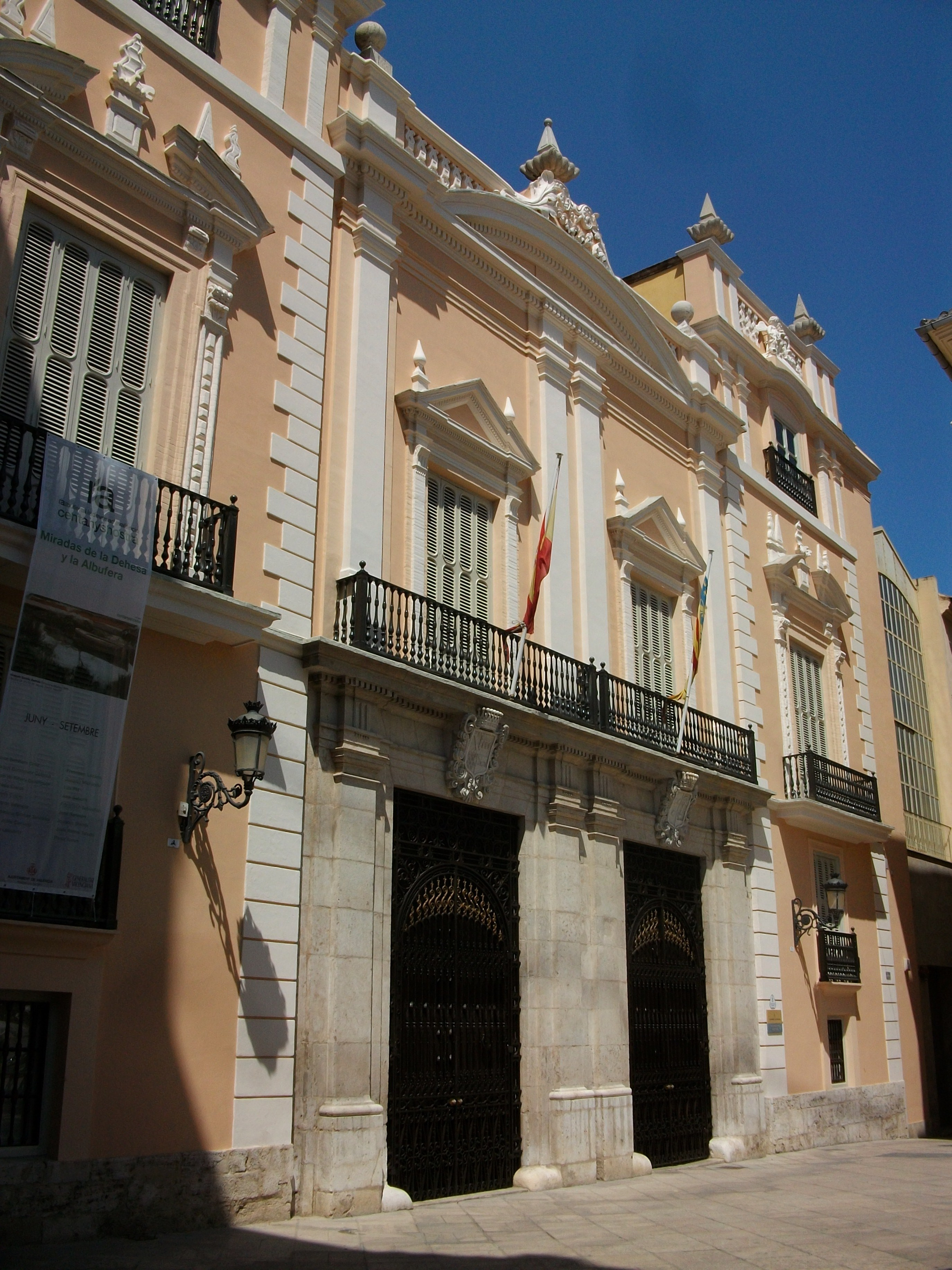
Palacio del Marqués de Campo, en Valencia, primera sede del Ministerio entre 1936 y 1937.

La primera sede del Departamento se ubicó en el Palacio del Marqués de Campo, en la ciudad de Valencia, durante el breve periodo que existió el Ministerio entre noviembre de 1936 y mayo de 1937.
En la actualidad, desde 1977 el Ministerio de Sanidad tiene su sede principal en un edificio situado en el Paseo del Prado de Madrid. Este edificio es conocido como la Casa Sindical, pues fue construido entre 1949 y 1951 para albergar la Delegación Nacional de Sindicatos hasta su supresión en 1971, pasando a alojarse aquí la oficina del ministro de Relaciones Sindicales.
Desde 2020, debido a la división de las competencias del Ministerio de Sanidad, comparte sede con el Ministerio de Derechos Sociales, Consumo y Agenda 2030.

### Otras
Además de la sede central, algunos órganos y organismos tienen sus propias sedes, a saber:
- La Delegación del Gobierno para el Plan Nacional sobre Drogas, con sede en la céntrica Plaza de España.
- La Agencia Española de Medicamentos y Productos Sanitarios, en un edificio a las afueras de la capital.
- El Instituto Nacional de Gestión Sanitaria, que se aloja en la antigua sede del Instituto Nacional de Previsión.
- La Organización Nacional de Trasplantes, ubicada en un complejo gubernamental madrileño en los alrededores de Cuatro Torres Business Área, que también acoge dependencias del Instituto de Salud Carlos III.

## Titulares

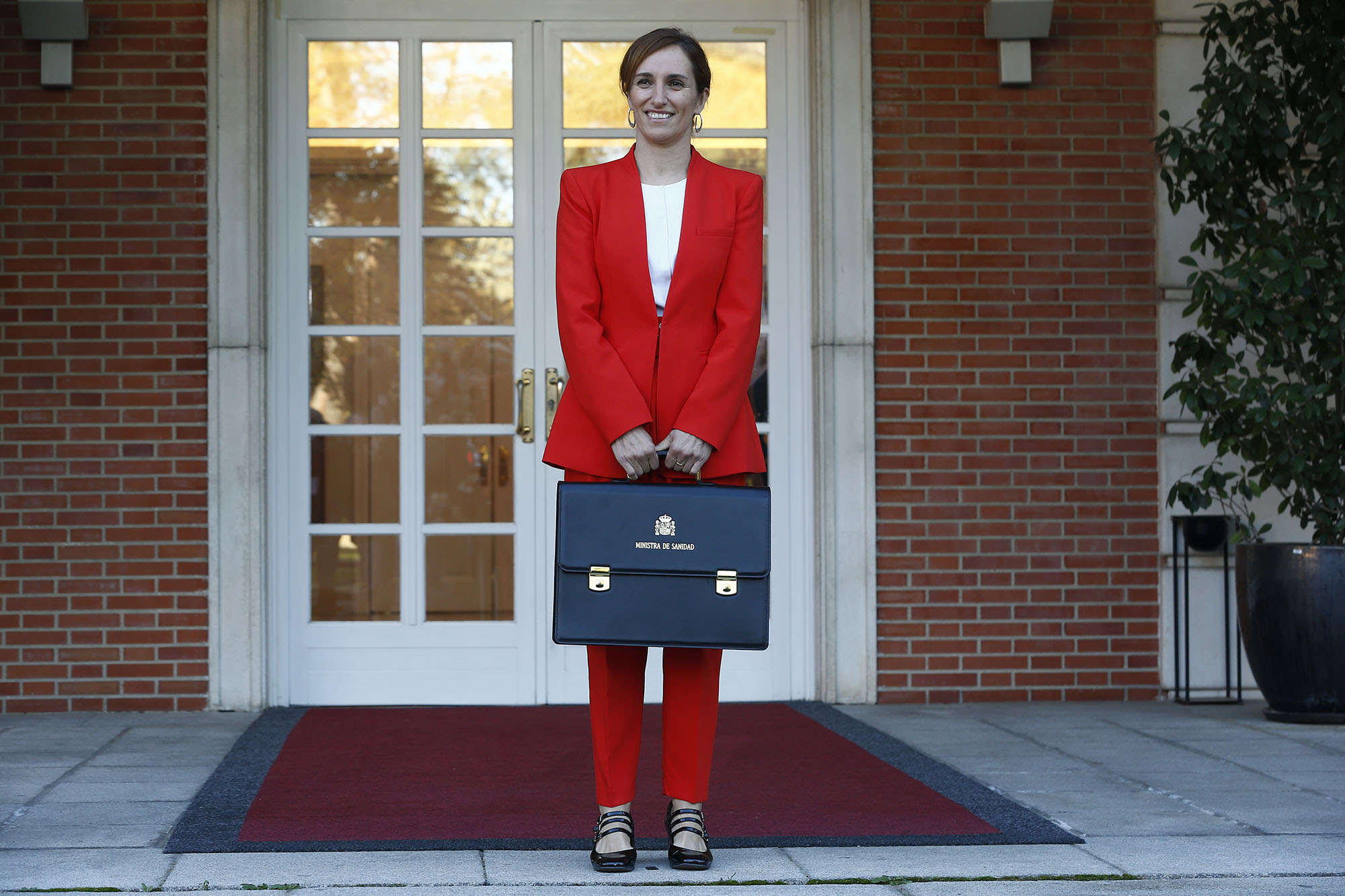
Mónica García, actual ministra de Sanidad.

La ministra de Sanidad es, desde el 21 de noviembre de 2023, Mónica García Gómez.

## Presupuesto
Para el ejercicio 2022, el Departamento de Sanidad tiene un presupuesto consolidado de 2746 millones de euros.
De los dieciocho programas que tiene la Sección 26 (Ministerio de Sanidad), destaca el programa 313B «Salud pública, sanidad exterior y calidad», dotado con 717,5 millones de euros, que financia los programas del Plan Nacional de Salud Pública relativos a sanidad exterior, sanidad ambiental y salud laboral, promoción de la salud y prevención, vigilancia y alertas de salud pública y los orientados al control de ciertas enfermedades concretas.

### Evolución
El importante descenso del presupuesto desde principios del siglo se debe a la sucesiva transferencia de competencias sanitarias y de servicios sociales a las comunidades autónomas. Asimismo, no se cuentan las transferencias al IMSERSO en aquellos años en los que estuvo adscrito al Departamento.
| Gasto consolidado del Ministerio de Sanidad desde el año 2000 Datos cada dos años, salvo el más reciente (en millones de euros) |
| |
| Fuente: Presupuestos Generales del Estado. Ministerio de Hacienda.                                                              |

### Auditoría
Las cuentas del Ministerio, así como de sus organismos adscritos, son auditadas de forma interna por la Intervención General de la Administración del Estado (IGAE), a través de una Intervención Delegada en el propio Departamento. De forma externa, es el Tribunal de Cuentas el responsable de auditar el gasto.